# Vetepere
Vetepere – wieś w Estonii, w prowincji Järva, w gminie Albu.